# Wild Horse Valley AVA
Wild Horse Valley AVA (anerkannt seit dem 30. November 1988) ist ein Weinbaugebiet im US-Bundesstaat Kalifornien und ist Teil der überregionalen Napa Valley AVA. Die Rebflächen verteilen sich dabei auf die Verwaltungsbezirke Napa County und Solano County. Die unmittelbare Nähe zur Bucht von San Pablo ergibt ein vergleichsweise kühles Klima und ermöglicht somit den Anbau der frühreifenden Rebsorte Pinot Noir, obwohl die mittlere Sonnenscheindauer sehr hoch ist.

## Weingüter
Da nur 40 Hektar mit Reben bestockt sind, gibt es in dem Weinbaugebiet Wild Horse Valley AVA nur ein Weingut, die Heron Lake Winery.